# Бишки

Пам'ятний знак на місці, де перебував штаб Української повстанської армії на чолі з генералом Романом Шухевичем

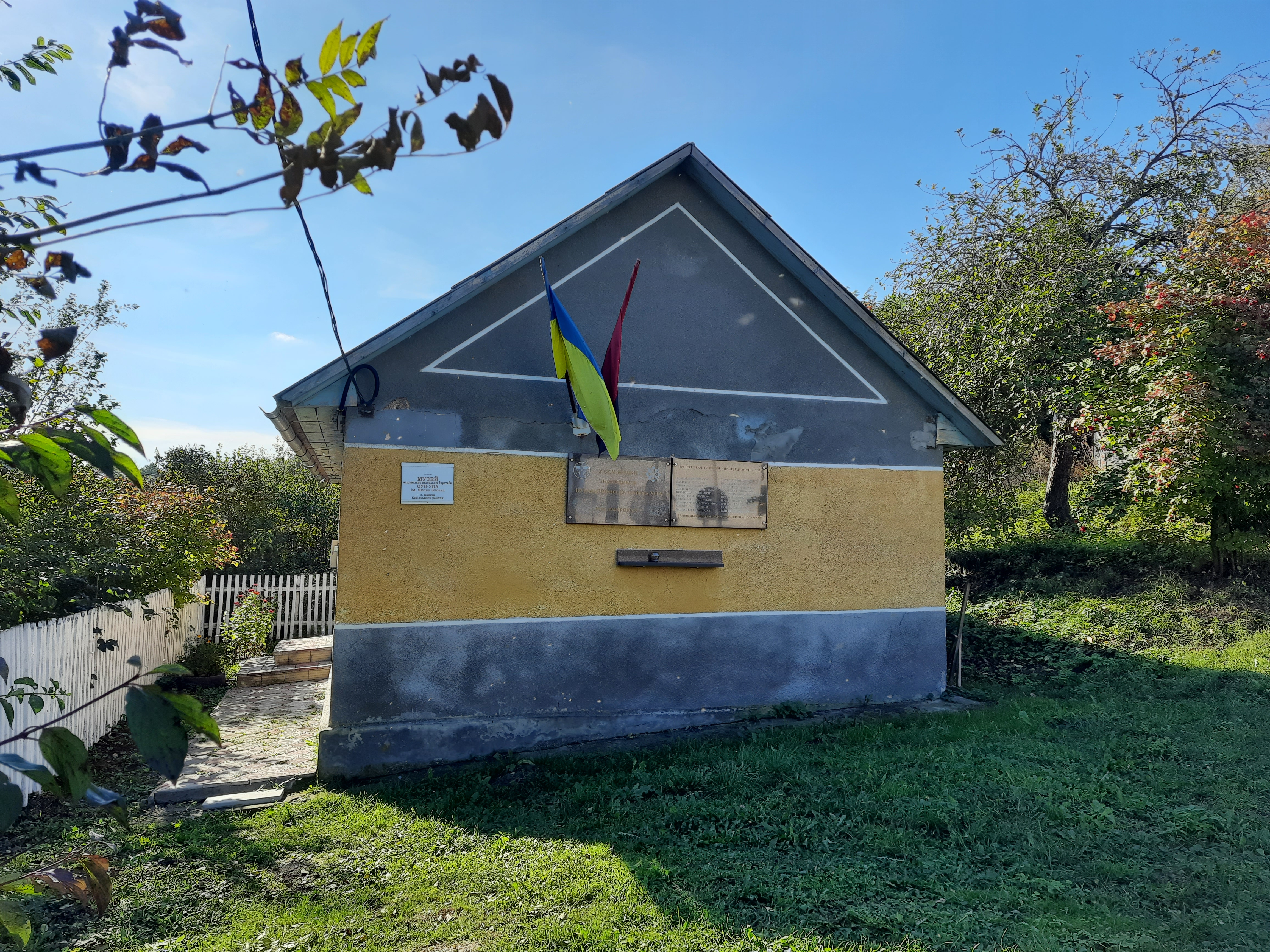
Музей національно-визвольної боротьби ОУН - УПА

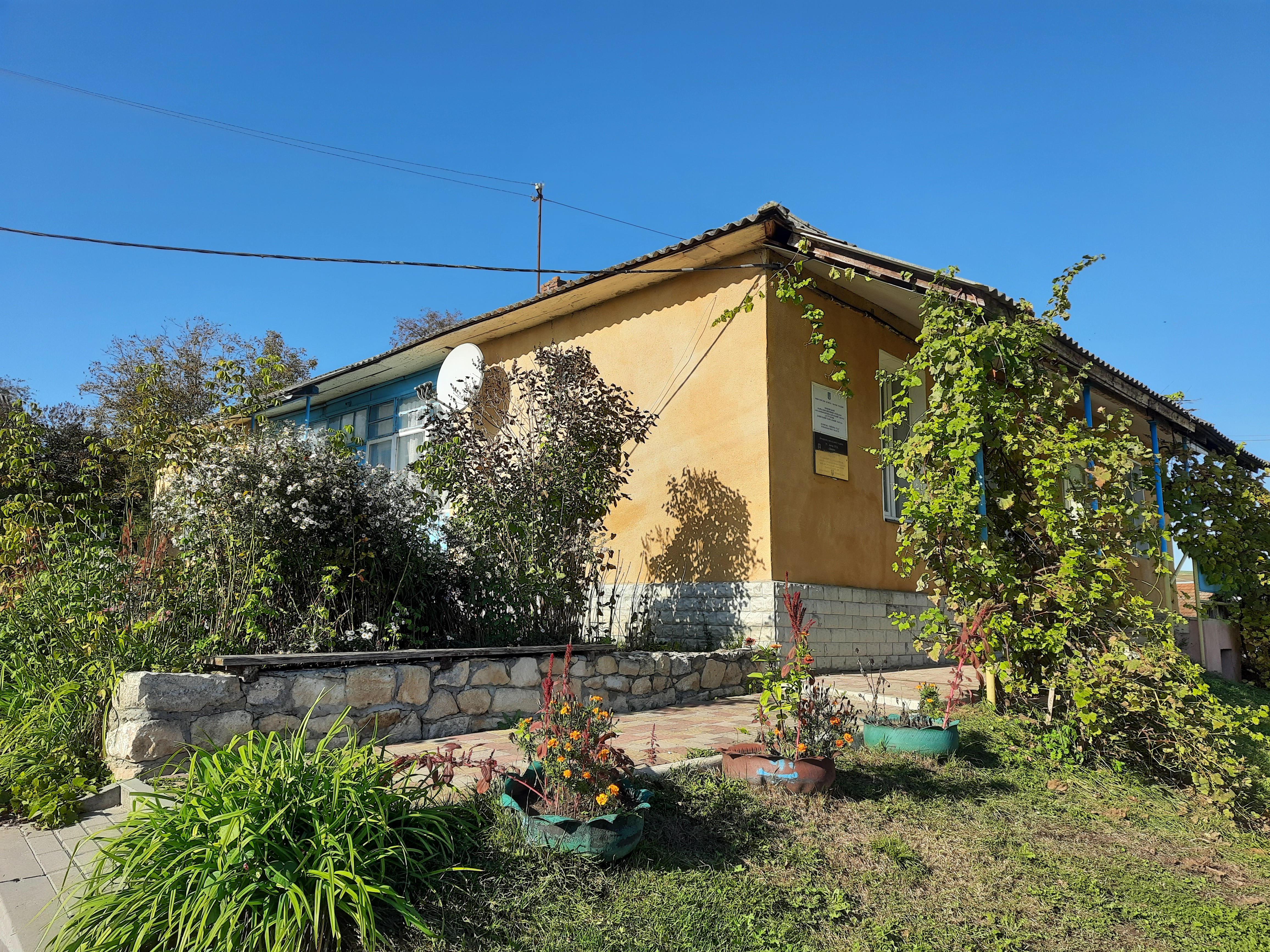
Школа

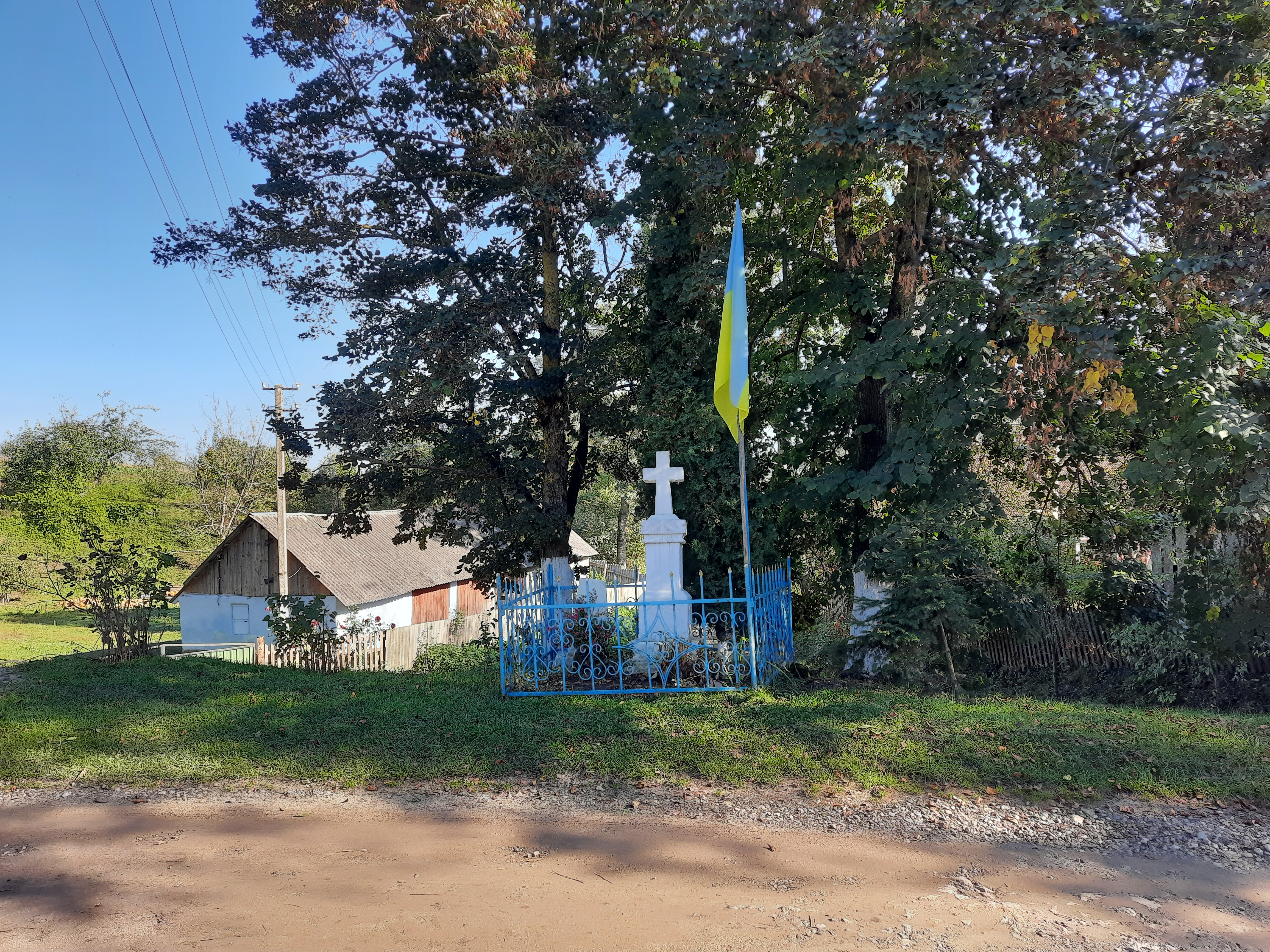
Пам'ятний хрест

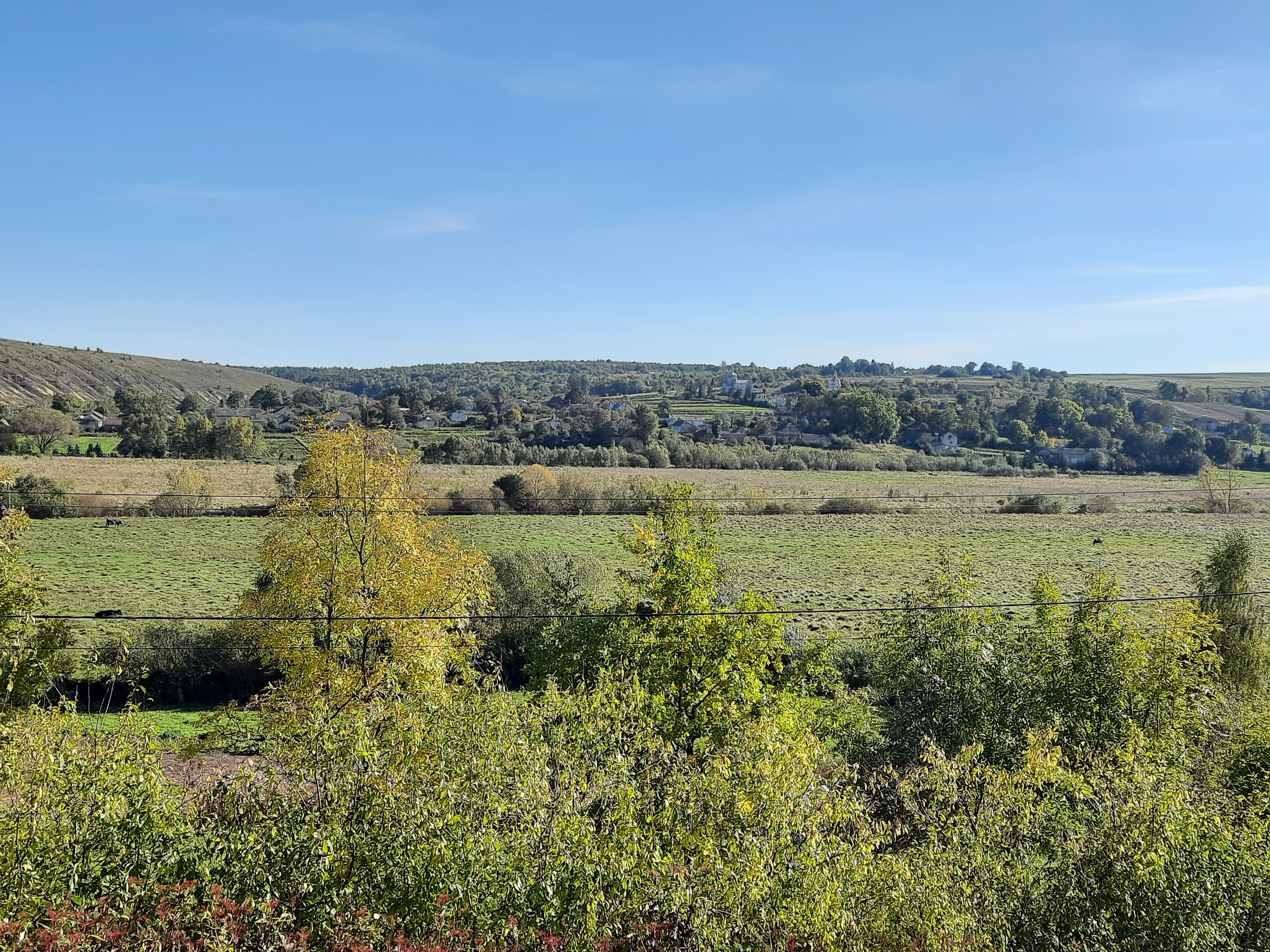
Краєвид біля села

Би́шки — село в Україні, у Козівській селищній громаді Тернопільського району, Тернопільської області. Розташоване на річці Ценівка, на заході району. До 2020 року - адміністративний центр колишньої Бишківської сільської ради Козівського району. 
Населення — 567 осіб (2003).

## Географія
Село Бишки розташоване за 12 км на північний схід від міста Бережан. Простягається вздовж берега річки Ценівки та вздовж обох берегів її притоки — річки Конюхи. 
Доріччя Ценівки від села Баранівки аж до східного кінця села Бишок, а відтак доріччя річки Корсівки, творять межу між Поділлям та Опіллям. На захід згаданої лінії простягається смуга великих лісів, що тягнуться від Карпат до Волині; на схід і північний схід — починається Подільська височина — розлогі степові рівнини, розчленовані глибокими каньйонами приток Дністра. 
У селі Бишки є такі кутки, від заходу на схід:
- Цвяхи,
- Могилки,
- Вороняки,
- Середина,
- Хоботи,
- Загребля,
- Кінець.

## Назва
Існує 3 основні теорії щодо походження назви та початки заселення Бишок:
- Перша теорія побудована на переказах старожилів і пов'язує назву села зі словом біси. У цьому переказі оповідається, що давним-давно, долину річки Ценівки було перегороджено великою греблею між долішнім кінцем Бишок і горішнім кінцем села Куропатник. В цей спосіб постало велике озеро-став, що залляло цілу долину річки Ценівки і частину Корсівки, відгороджуючи лісову смугу від степової на віддалі б км. На північ від ставу-озера простягались недоступні густі ліси, де мовляв, лише «біси» мешкали. Під час нападів різних кочових орд на українські землі, люди ховались у тих лісах, де частина населення оставалась постійно жити. Так постали перші оселі на території сьогоднішнього села під назвою «Біски».
- Друга теорія-легенда походить з часу, як жителі прокопали греблю, щоб витекла вода і на тому місці виростали розкішні трави до сьогоднішніх часів. На тих розлогих сіножатях-болотах, мешканці села випасали багато рогатої худоби, у тому чимало самців-биків, від цього, мовляв, й походить назва села «Бички» а згодом «Бишки». Саме ж слово бишки в українській мові означає вигук, яким кличуть телят[1].
- Третя теорія пов'язує назву села з місцевим поміщиком Бишем. На узгір'ї, недалеко греблі, стояв з твердого каменю побудований замок з численними будинками та довгою алеєю розлогих лип, що росли там до 1944 року. Власником замку в старину був землевласник, на прізвище Биш. В руїнах замку знайдено погруддя чоловіка з підписом латинським письмом — «Биш».

## Історія

### Польський період
Перша писемна згадка — 1450.
1626 року внаслідок нападу татар село було повністю зруйноване.

### Австрійський період
Дідичем був, зокрема, граф Станіслав Потоцький.

### Перша світова війна, Українська революція
У 1916–1917 роках село було цілковито знищене, а посередині села були окопи австрійських військ. Всі жителі села були евакуйовані до інших сіл поза фронтом. У тому часі була спалена стара дерев'яна церква з усіми старовинними її скарбами. Фронтова лінія між австрійськими та російськими військами проходила селами: Куропатники, Потік, Ценів, Вибудів і ці села контролювали російській війська; австрійські війська стояли на другій стороні, а саме в Баранівці. Бишках-Цвяхів та Конюхах-Звіринець.
У період перших Визвольних Змагань у 1918 році більшість молоді села зголосилася воювати в лавах Української Галицької Армії та Українських Січових Стрільців.

### Міжвоєнний період
Під час пацифікації у 1930 році, поляки знищили читальню місцевої «Просвіти», з якої зробили катівню, здемолювали(???) кооперативу і її майно, закатували в домівці читальні «Просвіти» кількох українців. Це викликало масове обурення селян, що у наступне десятиліття вилилося у напруження українсько-польського протистояння та активізації українських громадських та політичних організацій, зокрема УВО та ОУН.
Польська окупаційна влада за підозру у тому, що активні працівники у вихованні селянської молоді дістають директиви від УВО, а згодом від ОУН, заарештовували та тримали довгими місяцями в слідстві, пізніше судили на довгорічні кари у в'язницях корінної Польщі. Серед іншого, ув'язнення відбували у Березі Картузькій. Під закидом приналежності до УВО, польська окупаційна влада спочатку заарештувала, а потім закатувала колишнього сотника УГА Кирила Ґемзюка, голову товариства «Луг». Селяни, особливо молодь, проходили військові вишколи в навколишніх лісах. Навчаннями керував сержант польської армії Гриць Ґоляш.

### Друга світова війна
До 1939 діяло товариство «Просвіта».
У 1943 в Бишках була штаб-квартира генерал-хорунжого УПА Романа Шухевича.
У червні 1946 в селі відбулася Конференція ОУНР. На ній було вирішено перейти від повстанської до підпільної тактики боротьби, основою якої стала політично-пропагандистська діяльність. Відділи УПА мали бути розчленовані на самостійні підвідділи з 11-50 осіб. При переході на підпільну тактику боротьби ОУН і УПА фактично об'єднувались в одну організацію — збройне підпілля ОУН-УПА. Перейшовши в глибоке підпілля, український визвольно-революційний рух своїх збройних акцій не припинив, змінився тільки їх характер. Це були вже не бої сотень і куренів УПА, а сутички з ворогом розчленованих, але керованих із одного центру підпільних груп.

### Повоєнний період
З липня 1944 — під радянською окупацією. Протягом 1944-1950 років селяни зазнали репресій з боку радянської влади. До кінця 1950-х в навколишніх лісах тривали бої між відділами УПА та енкаведистами.
У боях загинули: член краєвого проводу ОУН і УПА Арсенич Михайло, Кінґа, командир Творковський, командир сотні «Чорноморці» Сич, Зенон Голубок, Токар, Арон, член краєвого проводу ОУН — УПА Степовий, обласний а згодом краєвий провідник Арпад, Вогун, та командири і бойвики уродженці села: Іван Костів, колишній війт села, Ілля Урбанський, Гриць Безкоровайний, Степан Безкоровайний, Теодор Гірняк, Василь Івашків, Мирон Федечко, Іван Антоляк, Микола Левицький, Василь Ґоляш та інші, що були в лавах УПА в різних теренах Бережанського повіту.

### Незалежна Україна
У 2017 році в селі, де у 1943-1945 роках діяла штаб-квартира УПА, створили музей повстанців. Як повідомили УНІАН в прес-службі облдержадміністрації, музей облаштували в будинку Лихолатів, в якому функціонувала підпільна криївка. Зокрема в цьому будинку перебували генерал-хорунжий УПА Роман Шухевич та весь крайовий провід, керівник Служби безпеки УПА Микола Арсенич, керівник бойової референтури Дмитро Грицай і член ОУН Ярослав Старух, Ярослав Бусел. Також біля 17 помешкань, де у часи визвольних змагань знаходилися криївки УПА, молодь встановила пам’ятні знаки.
12 червня 2020 року, відповідно до розпорядження Кабінету Міністрів України № 724-р «Про визначення адміністративних центрів та затвердження територій територіальних громад Тернопільської області» увійшло до складу Козівської селищної громади.
19 липня 2020 року, в результаті адміністративно-територіальної реформи та ліквідації Козівського району, село увійшло до складу Тернопільського району.
15 жовтня 2023 року у селі Бишки Козівської громади відбулося відкриття пам’ятників Степану Бандері та Роману Шухевичу. Присвячено захід 80-ій річниці розташування у селі Головного штабу ОУН-УПА. 

## Населення
Населення села в минулому:
| Рік  | Число осіб | Українців греко-католиків | Поляків та римо-католиків | Євреїв |
| ---- | ---------- | ------------------------- | ------------------------- | ------ |
| 1900 | 1236       | 1098                      | 107                       | 31     |
| 1939 | ▲ 1380     | ▲ 1340                    | ▼ 40                      | ▼ 0    |

### Мова
За даними перепису населення 2001 року у селі мешкало 580 осіб. Мовний склад населення села був таким:
| Мова       | Число ос. | Відсоток |
| ---------- | --------- | -------- |
| українська | 577       | 99,48    |
| російська  | 3         | 0,52     |

Місцева говірка належить до наддністрянського говору південно-західного наріччя української мови. До «Наддністрянського регіонального словника» внесено такі слова та фразеологізми, вживані у Бишках:
- анцуґ (у значенні «костюм»),
- а-псика (уживають, щоб відігнати кота),
- байтура («духовка»),
- барлаки («сукняні чохли, які натягають на чоботи взимку»),
- баська («вербові котики»),
- батішкє («ситник»),
- біґа («кайло, кирка»),
- бімбати («повільно йти»),
- біндюги («сани, що складаються із двох частин»),
- біс (у значенні «смужка шкіри, пришита до халяви чобота»),
- бомки вити («нічого не робити»),
- бомок («шпилька для волосся»),
- бормашина («свердел для сверління отвору в металі»),
- бохонок («круглий хліб»),
- буква (у значенні «насіння бука»),
- бумкати («говорити невиразно»),
- бурачинка («гичка буряків»),
- верхниця («верхня частина печі»),
- в'єз («поперечка в санях, що з'єднує копила»),
- викрижовуватися («танцювати викручуючись»),
- вікнина («озерце»),
- вінкіль («косинець для вимірювання прямих кутів»),
- віхтуватисі («харчуватися»),
- вобаринок («бублик»),
- вогірчанка («огірковий суп»),
- взєти вочі в руки («пильно дивитися»),
- вивалити вочі («витріщитися»),
- звести до вока («влаштувати зустріч віч-на-віч»),
- одно воку на нас, а друге за нас («про косооку людину»),
- воковита («горілка, оковита»),
- вопцас («каблук», також «пояс штанів»),
- вурвитіль («бешкетник, розбишака», пох. з пол. urwicel),
- гаманове вухо («тісто у формі трикутника, посередині якого покладено повидло, а кінці загнуто доверху»),
- гіляґа («гілляка»),
- гливи («сивий гриб, що росте у грабині»),
- глоєна, глоїна («глід»),
- гнені сани («спеціально гнуті сани»),
- гольник («подушечка для голок»),
- грисік, ґрисік («манна крупа»),
- ґлянк («частина підошви від каблука до основи великого пальця»),
- ґумовці («ґумові чоботи»),
- дубільтак («рубанок із двома ножами»),
- заклатка («шматок шкіри, вставлений у задню частину халяви чобота»),
- залубні («виїзні сани з кузовом»),
- засипанці («страва з рідкої каші та порізаної картоплі»),
- кайстра («великий дерев'яний ящик, у якому гасять вапно»),
- калиніник («посудина, у якій розробляють білу глину»),
- карлякати («погано, неохайно писати»),
- карніші («карнизи»),
- квасниці («сорт кислих яблук»),
- квач («намотане на кінець палиці клоччя, яким змазують долівку в хаті»),
- кидра («смужка твердої шкіри між підошвою і пришвою»),
- кишка («ковбаса, начинена гречаною кашею з кров'ю; кров'янка»),
- клиниц («трикутна жіноча хустка; косинка»),
- кобильоха («сорт великих слив»),
- копаниця («полоз у санях»),
- коп'єк («малий круглий стіжок»),
- копило («короткий брусок, який з'єднує полози саней; копил»),
- корсо («планка, що з'єднує перед полозів»),
- косатинс («ірис»),
- кривулити («кутильгати»),
- крижилец («малий яструб»),
- крілє («крілик»),
- крілице («кролиха»),
- кубашка, кубашок («отвір, через який вибирають попіл із попільника»),
- куртина («плащ із домотканого сукна без підкладки, вишитий кольоровими нитками»),
- кухонька («мала кухня»),
- куць-куць (уживають, щоб підкликати свиней),
- лабец («клапан на кишені»),
- лате («довгі жердини або дошки, які кладуть упоперек кроков»),
- лєте тісто («рідке тісто на яйцях, яке ложкою вливають в окріп»),
- либидє («лебедя»),
- либидиха («лебідка»),
- майзиль, майзіль («долото, яким пробивають дірки в залізі», пох. від нім. Meisel),
- матечка («монахиня»),
- матийолі («матіоли»),
- маченка («густа маса зі зварених і розтертих грушок (подають, зазвичай, на весіллі)»),
- мізерія («порізані огірки, заправлені сметаною»),
- морелі («сорт великих червоних вишень»),
- наморжні, намуржні («паралельні полозам, поздовжні бруски ходової частини в санях»),
- насторція («настурція»),
- нудгибель («рубанок, яким вирізують рівчик для скла у віконних рамах»),
- нюнька («неговірка людина»),
- пакованс («плечики для верхнього одягу, зроблені з вати»),
- пампух («пончик»),
- пантрувати («стерегти»),
- пасічниско («пасіка»),
- песик («гачок на кінці дишля (у возі, санях)»),
- пикарнина («кухня, де печуть хліб»),
- пикильний п'єц («піч, у якій печуть хліб»),
- пипкати («курити»),
- півкругла гладилка («молоток із півкруглим обухом, яким заокруглюють осі або круглі валики»),
- підбитє («відстань від пришви до підошви»),
- піти як богачови по смерть («піти за чимось і довго не повертатися»),
- піти на поділе («посварившись із чоловіком, піти на кілька днів жити до хати батьків»),
- пішва («наволочка на перину»),
- пйон («шнур із тягарцем для визначення прямої»),
- плечі («задня частина хати»),
- полудинішник («вид городньої квітки»),
- попільник («піддувало, куди через решітку сиплеться попіл»),
- посмич («передня перекладина в бороні»),
- пражуха («соус із борошна, сала чи масла; запражка»),
- праса («машинка для виготовлення вощини з воску»),
- прикрут («залізна частина бороні, за яку чіпляють гак»),
- прискринок («перегородка у скрині»),
- приспа («призьба»),
- псюра (сорт сливи),
- рашпіль («прилад для загинання цвяхів»),
- ребус («прилад для проведення ліній від краю дошки»),
- ринчина («низенька каструля із двома ручками»),
- рихва («залізна оковка на розворі»),
- рівна гладилка («молоток із прямокутним обухом, яким вирівнюють залізо»),
- робит чорно — і не видно («тяжко працює і нічого з того не має»),
- силована смитана («сметана, яку отримують у результаті скисання кип'яченого молока впродовж 8-10 годин у глечику, внутрішні стінки якого змащені сметаною»),
- сокотати («прати білизну»),
- струг («ніж, яким обрізають копито коня»),
- таринок («залізна основа, що скріплює подушку воза з віссю»),
- тарілка («абажур у формі тарілки»),
- тєж («петля в ланцюгу плуга, до якої прикріплюють гряділь»),
- тичок («місце, де влітку ставлять вулики із бджолами»),
- торочити («базікати»),
- тріпачка («пристрій, яким вибирають мед із вощини»),
- трісцє («трясовина»),
- фавда («фалда, складка»),
- фартух («спідниця»),
- фартушок («фартух із нагрудником»),
- фильцак («рубанок, яким по краю дошки вирізують паз»),
- фіякер («бричка»),
- фталендра («клаптик м'якої шкіри, що прикриває закладку в чоботях»),
- футрівка («шкіра, підшита всередині чобота»),
- ходити на зальоти («залицятися, свататися»),
- чворак («вулик, для чотирьох роїв бджіл»),
- чопец («чіпець»),
- чуйка («піджак»),
- шальок («шарф, шаль»),
- шлюфка («залізне кільце на орчику, у яке входить гак штельваги»),
- шпіцкапа («тверда шкіра в носку взуття»),
- штаба («залізо для обручів»),
- штивники («твердий клаптик шкіри, який використовують, щоб халяви не згиналися»).

### Національні меншини
Ще на початку XX століття була нечисленна єврейська громада, проте згодом усі євреї виїхали, остання єврейська родина добровільно покинула село після заснування кооперативи.

## Господарство
У селі працюють підприємства:
- селянська спілка «Бишківська» — займається м'ясним та молочним скотарством;
- спільне мале підприємство «Агівіс» — займається виробництвом виробів з бетону для будівництва;
- приватне агропромислове підприємство «Світанок» — вирощує зернові та технічні культури;
- фермерське господарство «Бишківське» — вирощує зернові та технічні культури.

## Релігія
Є церква Воскресіння Господнього  (1938; кам'яна).
Встановлена «фігура» Божої Матері (1998).

## Пам'ятки
Споруджено:
- хрест на честь скасування панщини,
- хрест-пам'ятник до Дня незалежності України (1991)
- пам'ятник-стела Борцям за волю України (2000).

Скульптура Матері Божої
Щойновиявлена пам'ятка монументального мистецтва. Розташована біля церкви.
Робота масового виробництва, виготовлена із гіпсу (встановлена 1998 р.).
Скульптура — 1,5 м, площа — 0,0009 га.

### Стела борцям за волю України
Стела борцям за Волю України виготовлена з токівського граніту. На стелі — просторовий тризуб з міді і 9 дощок з іменами жертв, виготовлені з чорного граніту «габро». Сходи постаменту з червоного піщаника. Навколо стели тротуарна плитка. Пам'ятник розміщений на подвір'ї сільської школи.
Написи на дошках:
- 1 грань: «Борцям за волю України»,
- «Загинули в тюрмах 1940-41 рр.» — 17 імен,
- «Загинули в лавах УСС та УГА» — 14 імен.
- 2 грань: «Загинули в лавах ОУН-УПА» — 53 імені на 3 дошках.
- 3 грань: «Загинули в Сибіру» — 88 імен на 3 дошках.

Виконавці — Олег Хамар (архітектор і скульптор), В. Олеськів, Н. Гайдук. Пам'ятник урочисто відкрили 24 вересня 2000 року з ініціативи львів'янки Марії Хмари та американця українського походження Дмитра Гайдука за спонсорства земляків з української діаспори.

### Символічні могили
Насипані могили:
- воякові Легіону УСС Д. Куфтелю
- невідомим повстанцям із написом «Спіть сини в тій надії, що збудуться ваші мрії».

### Некрополі
На горі Стігло, при дорозі до сіл Дрищів-Урмань, розташований цвинтар, де похоронені люди, померлі під час пошести холери. До приходу радянської влади цей старий цвинтар відвідували вірні з о. парохом щорічно, ідучи з процесією перед жнивами, благословляти всі довколишні поля.
На новішому цвинтарі серед інших похований колишній поручник УГА Гриць Лихолат з села Потока, який зазнав репресій з боку польською влади у Львові і був ув'язнений. Вийшовши з тюрми, невдовзі помер від перебутих тортур та побоїв. Також на цвинтарі є могила старшини УСС невідомого прізвища, якого вбили поляки галерці під час українсько-польської війни 1919 р. Щорічно на Зелені Свята на їхніх могилах у дорадянський період були відправи, а місцеві селяни складали вінки у їхню пошану.

## Соціальна сфера
Діють бібліотека, з 1999 — музей національно-визвольної боротьби ім. Я. Бусола, ідеолога ОУН, який загинув у селі.

## Політика
У селі зареєстровані первинні осередки партій:
- Народний Рух України (з 2002 року)[13];
- партія «Демократичний Союз» (з 2002 року)[14];
- Всеукраїнське об'єднання «Батьківщина» (з 2005 року)[15];
- Народна партія (з 2005 року)[16];
- Соціалістична партія України (з 2005 року)[17];
- УРП «Собор» (з 2005 року)[18];
- Партія регіонів (з 2007 року)[19];
- Єдиний центр (з 2009 року)[20].

### Адміністрація села до 1991 року
У давнину (польський, австрійський періоди) головою села був завжди війт (польською солтис). Війта вибирали радні з-поміж себе, а радних вибирали виборці на виборчих зборах. Війт разом з писарем, та радними, правив селом. Головно, його обов'язки зводилися до арбітрування та суддівства різних людських суперечках. Євстахій Манацький зауважує:
|  | Треба признати, що в часах воєнного лихоліття і різних окупацій, які приходили й відходили з наших земель і з якими війти мали звичайно урядові безпосередні зв'язки, всі війти-голови села, стояли по стороні селян, боронили їхнього майна та були сторожами прав громади, хоча не раз наражувались ворожій окупації. Через те, вони втішались пошаною та повним довір'ям усього села. |

## Фольклор
У селі проводив фольклорні записи Володимир Гнатюк. Тут він записав пісні:
- коломийку «Любив я тє, дівчинонько, любив я тє досить»[21];
- коломийку Ци я тобі не казала та й не говорила[22];
- коломийку «Катирино, Катирино, то ми з тибе дивно»[23];
- коломийку «Я калину гну в долину, а калина в гору»[21].

## Відомі люди

### Народилися
- Ґоляш Григорій Іванович — організаційний референт Подільського крайового проводу ОУН
- Ґоляш Степан — громадський і церковний діяч, мемуарист, видавець, сотник УПА, член Головної управи Товариства вояків УПА (1952—2003)
- Олеськів Василь (1924—2016) — український політичний діяч, голова Організації Українських Націоналістів.
- художник М. Беднарський
- В. Беднарський — скульптор та графік, член ОУН.
- науковець, громадсько-політичний діяч, Д. Гайдук,
- диригент С. Джуровський,
- громадський діяч Є. Івашків,
- діяч ОУН С. Левицький,
- народний умілець, вишивальниця М. Хамар.
- поетеса, вчителька Ольга Лихолат.

### Перебували
- греко-католицький священник, слуга Божий Микола Косович (1901—1941) — був парохом у селі в 1937—1940 роках;
- письменник А. Лотоцький, працював літератор Г. Сім'я, навчався у місцевій школі диригент і літератор М. Федчишин.

### Померли
- Бусел Яків Григорович (псевдо: «Дніпровий», «Галина», «Заславський») (1912—1945) — політичний діяч, публіцист, член Проводу ОУН (з 08.1943), заступник провідника ОУН і заступник командира УПА-Північ (1-ша пол. 1944), начальник політвідділу Головного військового штабу (ГВШ) УПА (1944—1945). Лицар Золотого Хреста Заслуги (посмертно).